# Superclassifica Show
Superclassifica Show fu un programma televisivo musicale che raggiunse la popolarità soprattutto negli anni ottanta, in onda su Canale 5. La trasmissione informava settimanalmente sulle classifiche di vendita dei dischi del momento, spesso invitando anche i cantanti e mandando in onda i loro brani. Fu ideato e principalmente condotto da Maurizio Seymandi, almeno fino al 1995.

## Storia
L'idea del programma nacque nella seconda metà degli anni settanta su varie emittenti televisive private regionali sparse sul territorio italiano, dove comparivano alcuni pupazzetti parlanti, come "Prinz" e "Discolaccio", ideati da Giorgio Ferrari. Dietro l'idea, la sceneggiatura e l'organizzazione c'era già Maurizio Seymandi, all'epoca stimato collaboratore della rivista TV Sorrisi e Canzoni dal 1974.
Inizialmente, il programma era girato negli studi di TeleBaggio, un'emittente milanese dell'epoca. La prima puntata in assoluto fu addirittura girata, nel 1976, in cinepellicola 16 millimetri, in quanto sprovvisti di videocamere, ma ben presto si passò ai più moderni videonastri magnetici Betamax, e all'allora nascente sistema VHS, per poi distribuire le stesse cassette magnetiche, spedendole nelle altre varie emittenti private, in alcune regioni italiane, il più presto possibile. Nel 1977, furono allestiti gli studi C.T.C. di Milano in Viale Legioni Romane, 43, per poi trasferirsi ancora nei nuovi spazi di registrazione di "A.S.A. Television srl" poi divenuta Asa Polaris (gli stessi del programma Colpo grosso), in Viale Segantini, 31 a Cinisello Balsamo (questi utilizzati fino alla chiusura del programma, nel 1995).
La trasmissione andava in onda a partire dal 15 settembre 1977 in contemporanea su Telemilano 58, Telenorba, GBR, Canale 21, ATR Rovigo, Radio Televisione Regionale Veneta, R.S.T - Radio Sud Televisione - Telereggio, Tele Color International, Videolina.
Le prime puntate nel 1977 furono dirette inizialmente da Enzo Trapani, regista Rai di celebri programmi dell'epoca quali Stryx e  Fantastico, mentre dal 1980 circa subentrò Pino Callà (coadiuvato da registi come Egidio Romio, Celeste Laudisio  e in seguito Paolo Alberti ed Ernesto Palazzolo), che vi rimase come supervisore fino alla chiusura della trasmissione nel 2001.
Tuttavia, da lì a poco, a seguito del massiccio accorpamento di gran parte delle emittenti televisive private italiane in Reteitalia S.p.A. attraverso il gruppo Fininvest, nel 1980-1981 il programma passò su Canale 5, questa volta condotto direttamente da Seymandi. La trasmissione fu sempre abbinata come promozione allo stesso settimanale TV Sorrisi e Canzoni, e doveva servire da "contraltare" della nota trasmissione musicale della Rete 1 della Rai Discoring. Nel panorama televisivo dedicato alla musica, lo stesso programma fu affiancato poi dal programma DeeJay Television, in onda dal 1983 su Italia 1.

### La classifica
La trasmissione, che andava in onda la domenica all'ora di pranzo, era principalmente basata sull'ascolto di alcuni brani musicali della settimana, classificati, come succedeva anche in radio, attraverso una "Hit parade/Top Ten", ovvero presentando i primi dieci singoli 45 giri più ascoltati in Italia in quella settimana, secondo un ordine decrescente. Tale ordine veniva stabilito dall'allora azienda S&G Music che, in collaborazione con le redazioni di TV Sorrisi e Canzoni, indagava sulle statistiche di gradimento e sull'acquisto di dischi nel territorio italiano in quel periodo.
A partire dal 1995, con il passaggio del titolo da Superclassifica Show a Super, la classifica viene curata dai network radiofonici che collaboravano con il programma (prima Radio Deejay, dal 1995 al 1998 ed in seguito R101, dal 1998 al 2001) e presentata dagli speaker di questi ultimi. Nelle ultime edizioni venivano illustrate anche le classifiche dei dischi più venduti di altri paesi (tra cui quella degli Stati Uniti d'America e del Regno Unito).

### La popolarità del 1981-1989 e la sigla
Il programma ottenne molto successo nei primi anni ottanta, rimanendo impresso nella memoria collettiva soprattutto grazie alla sigla, che aveva come protagonista il Telegattone, un gatto-cartone animato e grosso pupazzo parlante, divenuto il simbolo-mascotte del programma stesso e che, per assonanza col titolo, fu subito rinominato "Super-Telegattone". Chiamato inizialmente "Oscarino", e poi semplicemente "Oscar" (come la celebre statuetta americana del Premio Oscar), il felino si ispirava alla statuetta "Telegatto", un premio istituito già nel lontano 1971 dalla rivista settimanale TV Sorrisi e Canzoni per omaggiare le trasmissioni e i personaggi famosi della televisione e della canzone italiana, quindi divenuta una vera e propria kermesse nel 1984 denominata "Gran Premio Internazionale dello Spettacolo", in onda su Canale 5.
La voce del SuperTelegattone era di Franco Rosi, doppiatore e imitatore, che diede anche la voce alla sigla.
Sia il cartone che le parole della sigla furono ideate direttamente da Maurizio Seymandi sulle note di Walter Camurri, un musicista prematuramente scomparso.
Nella sigla del 1995 furono cambiate alcune parole, a seconda dei personaggi celebri del periodo, e venne leggermente modificato anche il logo del programma. Dal settembre 1987 fino al maggio 1996, tutte le musiche originali e la sigla di chiusura, furono composte dall'allora giovane direttore artistico del programma Iliano Casini, autore di tutte le musiche di sottofondo durante le interviste di Maurizio Seymandi.
La sigla di coda era uguale, tuttavia cambiando anche qui alcune parole, come la strofa centrale, dove ad esempio compariva la frase "...Mina, Lucio Dalla e Battisti, qui con me non corron rischi…". Sia la sigla di testa che di coda vennero poi pubblicate per la prima volta su 45 giri nel 1981 (etichetta Dischi Ricordi, SRL-10953), nella versione tradizionale del periodo degli anni ottanta, mentre qui sotto ecco alcune differenze di alcune parti del testo della sigla di testa, a seconda dei periodi della trasmissione:
| 1977-1982                                                                                          | 1982-1988                                                                                          | 1988-1995 |
| -------------------------------------------------------------------------------------------------- | -------------------------------------------------------------------------------------------------- | --- |
| Senza me il Kabir Bedi, non sarebbe che un baby…                                                   | Senza me Claudio Cecchetto, non sarebbe che un pupetto…                                            | Senza me Claudio Cecchetto, non sarebbe che un pupetto…                                                               |
| Barbra Streisand ed anche Frank Sinatra sono una mia trovata...                                    | Barbra Streisand ed anche Frank Sinatra sono una mia trovata...                                    | Rocky, Rambo, Sting e Ramazzotti, io li ho visti ragazzotti, senza me anche Madonna, non starebbe in cima all'onda... |
| Io per Pippo, Mike e Corrado, sono meglio di un corredo…                                           | Io per Pippo, Mike e Corrado, sono meglio di un corredo…                                           | Michael Jackson, Prince e Lucio Dalla, grazie a me stan sempre a galla…                                               |
| Come tutti i gatti, vivo sopra i tetti, appoggiato all'antenna centrale, io controllo la TV locale | Come tutti i gatti, vivo sopra i tetti, appoggiato all'antenna centrale, io controllo la TV locale | Come i supergatti, vivo dentro ai fatti, dal satellite artificiale, vi racconto tutto il mio giornale                 |

### Dal 1989 in poi e il cambio in "Super"
A partire dal 1989, il programma subì alcuni "restyling", sia alla sigla che alle sceneggiature, e fu introdotto anche in co-conduzione del programma il DJ Stefano Secchi.
Nel 1995, la trasmissione concluse la collaborazione con la rivista TV Sorrisi e Canzoni, e vide l'abbandono di Maurizio Seymandi, dopo ben 18 anni. A lui succedette Gerry Scotti, affiancato da Martina Colombari, e il programma cambiò il nome in Super, sempre in onda su Canale 5. Ambra Angiolini fu la conduttrice dall'estate 1996 al gennaio 1997, quando le succedette Laura Freddi.
Dal 1997 la trasmissione fu trasferita sull'altra emittente Italia 1, in quanto il programma era seguito prevalentemente da giovani e dunque più adatto alla seconda rete Mediaset, da sempre rivolta ad un pubblico giovanile. A Laura Freddi succedettero altri presentatori, quali Matilde Brandi, Peppe Quintale, Vanessa Incontrada ed Elenoire Casalegno. Nelle ultime stagioni fu trasmessa anche durante il periodo estivo, con il titolo di Super Estate, ed era trasmesso dalle spiagge di Riccione. Super, pur mantenendo buoni risultati di ascolto per molti anni, non riuscì mai ad ottenere la stessa popolarità del vecchio Superclassifica Show.
L'ultima edizione, condotta da Elenoire Casalegno, andò in onda nella stagione 2000-2001.

### Il ritorno comeSuperclassifica 2(2013)
Il programma ritornò ancora per una stagione, nel 2013 (prima puntata il 13 gennaio) ma per un solo anno, sulla rete digitale Italia 2 e con il nome di Superclassifica 2 con alcune modifiche, ed era trasmesso la domenica alle 12:10 o alle 16:30 in caso fossero previste gare sportive. Durante la sigla di questa edizione venivano mostrate anche immagini della sigla delle vecchie edizioni del programma. Nelle puntate invernali la trasmissione era condotta da Mr. DJ (che riprendeva l'aspetto dello storico DJ Super X, e con la voce di Niccolò Torielli): veniva percorsa, spiegata e mostrata tutta la classifica delle canzoni e si mandavano in onda alcuni dei video. Questi ultimi erano mostrati talvolta per intero e talvolta a metà, ed in alcuni casi erano preceduti da saluti dei cantanti a Superclassifica 2. Si aggiungevano infine la playlist di TV Sorrisi e Canzoni e la "web selection" (alcuni video trovati sul web). Il programma era diviso in due parti: posizioni dalla 50ª alla 26ª e posizioni dalla 25ª alla 1ª , intervallate dalla pausa pubblicitaria. Era presente anche un secondo spazio pubblicitario nella seconda parte dopo il video della 14ª o 12ª posizione. Sempre nella seconda parte del programma, prima di mostrare ultime 3 posizioni veniva fatto il riepilogo dalla 10ª alla 4ª posizione e prima di mostrare la numero 1 venivano nuovamente citate la 3ª e 2ª posizione. Il conduttore salutava i telespettatori ed i titoli di coda apparivano prima dell'inizio del video della 1ª posizione (talvolta si sovrapponevano). Al termine dell'ultimo video il programma finiva con l'invito a rivedere la puntata sul sito Video Mediaset.
Dall'inizio dell'estate il programma divenne privo di conduzione e venivano mostrati di fila tutti i video delle posizioni (per intero o a metà), i saluti dei cantanti e le "web selection" intervallati da qualche pausa pubblicitaria. Si mantenevano la divisione in due parti, lo spazio pubblicitario dopo il video della 14ª o 12ª posizione ed i riepiloghi dalla 10ª alla 4ª e della 3ª e 2ª posizione (ma senza la voce del conduttore). In alcune giornate estive sono andate in onda alcune puntate sempre senza conduzione dove si raccoglieva il meglio dei video mostrati in classifica. Dopo l'estate Superclassifica 2 non è stato riconfermato e venne interrotto.

## Il Deejay X e Super X
Altro personaggio inventato, che presentava la classifica dei brani musicali più famosi del momento (i dischi "45 giri"), era il "Deejay"-X
che non era altro che una sfera specchiata da discoteca conformata ad un volto parlante con un microfono davanti:
l'effetto era infatti ottenuto facendo indossare un cappuccio verde a Sandra Brianza, l'allora organizzatrice della produzione, in modo da utilizzare l'effetto del chroma key insertando l'immagine della palla a specchi nell'area del cappuccio, e lasciando liberi soltanto occhi e bocca; tale personaggio aveva spesso sempre la voce di Franco Rosi, salutando i telespettatori con la frase "Ciao amici, e siate felici!" e poi congedandoli con un lungo "Smaaaack".
A partire dalle edizioni del programma dal 1989 in poi, il DJ-X divenne DJ-Super X, questa volta senza palla da discoteca ma con uno sfondo con degli effetti più psichedelici, mentre nelle edizioni dal 1997 in poi invece, fu nuovamente ripresa l'idea dello sfondo con la palla a specchi.

## Scenografie
Le prime scenografie del programma, a cura di Gianluigi Mangano, furono relativamente povere, a causa della produzione indipendente delle TV locali. Nel corso del programma veniva intervistato qualche cantante in un piccolo studio e con pochi arredi; i primi due cantanti invitati furono Renato Zero, che all'epoca cantava Mi vendo, e Umberto Tozzi con la sua celebre Ti amo. Un'apertura in grande stile che, però strideva con la semplicità del programma, magari con inquadrature di una piazza di paese. L'idea però, piacque al pubblico proprio per il suo carattere nazional-popolare, tanto da essere riutilizzata successivamente anche da altre trasmissioni. Già dai primi anni si tentò - sulla scia di alcune trasmissioni musicali tedesche - di sceneggiare i vari interventi canori con la presenza di comparse, mentre gli interventi canori erano rigorosamente in playback. Dall'ottobre 1987 fino al marzo 1995, il responsabile artistico-musicale fu Iliano Casini - giovane ed emergente compositore ed arrangiatore - che, durante quel lasso di tempo curò tutte le musiche originali della trasmissione (Jingles, break pubblicitari, musiche di sottofondo alle interviste agli artisti, etc.etc.) nonché tutti gli arrangiamenti delle canzoni per due delle più seguite rubriche interne del programma, ovvero "Il Cantafamiglia" e il "Do-Re-Mi-Fax" (di quest'ultima fu prodotta anche una raccolta in musicassetta).
Dal 1995 poi, con il cambio della formula, il programma fu caratterizzato da semplici esibizioni canore, alcune delle quali dal vivo, precedute o seguite da brevi interviste.

## Altri collaboratori
Negli oltre quindici anni di produzione di Superclassifica Show, si alternarono un gran numero di professionisti, poi divenuti dirigenti di importanti società e network televisivi, pionieri di una televisione che ha inventato anche i videoclip musicali. Tra gli altri, si ricordano Aldo Giuttari, scomparso nel giugno 2013, all'epoca Primo Cameraman e successivamente Direttore della Fotografia di futuri programmi come Striscia la notizia e Paperissima, quindi Danilo Radice, allora direttore tecnico della A.S.A. Television dal 1979 al 1983, il primo ad essere assunto a tempo indeterminato, insieme ad altri collaboratori quali Sergio Diotti e Carlo Puntelli, Nando Tagliani (capo elettricista), Sandra Brianza (organizzatrice della produzione e occhi-bocca di DJ-X), Richard Mallaby (cameraman e luci), Luigi Seccia (controllo camere), Roberto Zamboni e Rudy Reyngout (RVM), Dario Zanon (cameraman), Pippo Ghezzi (fonico), Alberto Cavalli, Anna Regazzetti (produzione), Giancarlo Bettè (produzione), Iliano Casini (Compositore-Arrangiatore e responsabile artistico di tutta la produzione di musiche originali - closing, jingles, breaks pubblicitari, musiche di commento - 1987 / 1996).
La prima edizione della versione 1995 ("Super") invece, condotta da Gerry Scotti, veniva registrata negli Icet Studios di Via Ingegnoli a Cologno Monzese, per poi trasferirsi al Michelangelo Studio, sempre a Cologno Monzese e di proprietà dello stesso conduttore. Qui vi rimase anche per tutte le successive edizioni. Nell'ultima edizione, condotta da Elenoire Casalegno, il programma venne invece trasmesso all'interno della discoteca Peter Pan di Riccione.

## Emittenti locali che trasmettevanoSuperclassifica Showin syndication dal 1977 al 1980
- Televiterbo
- Telealtomilanese
- Tele Torino International
- Rtva Alessandria
- Tivuesse Telesecolo
- Telegenova
- TV Radio Lecco
- TV Spazio Lecco
- Videomantova
- Tele X
- GRP Televisione
- Antenna 3 Lombardia
- Telestudio 61
- Primocanale
- Tele Imperia
- Telecity
- Telepadova
- TeleBellunoDolomiti
- Telepordenone
- Telefriuli
- Teleducato
- Canale 3 Toscana
- GBR
- TeleRomaEuropa
- Videolina
- Telesetar
- Antenna Sicilia
- Telereggio
- Teletna
- TeleLecce
- Telecolor
- Tele Patti - Costa Nord
- R.T.C. - Riviera Tele Color
- R.S.T. - Radio Sud Televisione - Telereggio
- Tele Aia Perugia
- Tele Spazio Calabria
- Canale 39
- Tv Libera Pistoia
- Tele Regione Color
- VideoFirenze